# Московское шоссе (Тверь)
Моско́вское шоссе́ — шоссе в Твери, на территории Московского района. Въезд в город со стороны Москвы.
Проходит на юго-восток от площади Гагарина параллельно реке Волге до границы города в районе ВНИИСВ (как городская улица — 9,2 км), после городской черты — ещё 2,8 км до начала Тверской объездной дороги (части автодороги Москва — Санкт-Петербург).
Вдоль шоссе расположены (от города): промзона комбината Химволокно, гавань, Большие Перемерки, Малые Перемерки, Берёзовая роща, посёлок Химинститута, Власьево. За городской чертой на шоссе деревня Пасынково Эммаусского сельского поселения.

## История
Санкт-Петербурго-Московское шоссе проложено в конце 1820-х годов на месте древней дороги из Москвы через Тверь в Новгород. Начало шоссе включено в черту города в конце XIX века, место у городской границы на юго-западной стороне шоссе отведено под городскую свалку нечистот (в 1940-х годах на месте свалки был разбит фруктовый сад, а сейчас строятся торговые центры). Следующий участок шоссе (до Берёзовой рощи, включая Большие и Малые Перемерки) включен в черту города Калинина в 1937 году. Во второй половине 1930-х годов в начале шоссе на северной стороне построена большая промзона, в которую вошли несколько предприятий, в том числе «Калининшёлк», штапельное производство, ТЭЦ-4, КРМЗ. Тогда же между Большими и Малыми Перемерками построен черепичный (позднее керамический) завод. В 1941 году на этом шоссе и в его окрестностях прошли многочисленные сражения, поэтому его жилая и промышленная застройка была сильно повреждена. С тех пор здесь имеется несколько братских могил (на Перемерковском кладбище, у ручья на западной окраине Керамического завода и по дороге на посёлок Элеватор; при повороте на этот посёлок находится памятная стела). В конце 1940-х годов между ручьем и Берёзовой рощей появился офицерский посёлок им. Фрунзе («генеральские дачи»). В 1950-е годы напротив Березовой рощи образованы первые садовые участки (сейчас дачный массив простирается до Октябрьской железной дороги).
В 1961 году в черту города включен ещё один участок шоссе с посёлком Власьево. Это связано со строительством ВНИИСВ и жилого посёлка при нём. В этом же году введена в строй окружная дорога, по которой пошёл транзитный поток в обход города, и шоссе перестало быть частью автодороги М-10. На берегу Волги в 1964 году построена гостиница «Березовая роща» (предположительно, специально под визит Фиделя Кастро, ныне «Тверь Парк Отель»). В 1967 году по Московскому шоссе до Химинститута провели первую в городе троллейбусную линию. В 1970-х годах на южной стороне шоссе построены несколько гаражных кооперативов (на бывших зольниках).
В 2000-е годы построены 2 логистических комплекса («Промопост», «Бизнес Сервис»), гипермаркет «Лента».
На 9 км шоссе — 8 АЗС.